# Albatrossia pectoralis
Albatrossia pectoralis es una especie de pez gadiforme de la familia Macrouridae. Es la única especie de su género y no se reconocen subespecies.

## Descripción
Los machos pueden llegar alcanzar los 210 cm de longitud total y 86 kg de peso.

## Distribución
Se encuentra desde el norte de Japón hasta el mar de Ojotsk, el mar de Bering,  el golfo de Alaska y el norte de Baja California (México).

## Hábitat
Es un pez de aguas profundas que vive entre 140-3.500 m de profundidad.

## Comportamiento

### Alimentación
Los individuos adultos se alimentan principalmente de cefalópodos, peces, gambas y, en menor medida de  ctenóforos, equinodermos, gusanos, cangrejos y anfípodos.

### Reproducción
Es ovíparo y las larvas planctónicas.

### Longevidad
Puede llegar a vivir 56 años.

### Depredadores
Es depredado por Anoplopoma fimbria (islas Kuriles) y Reinhardtius hippoglossoides.